# Eremo di Ronzano
L'eremo di Ronzano o chiesa di San Vincenzo di Ronzano è un eremo consacrato al culto cristiano cattolico, che si trova a circa 2 chilometri a sud del centro storico di Bologna su un colle adiacente al Colle della Guardia (dove sorge il Santuario della Madonna di San Luca), tra una fitta vegetazione di querce, castagni secolari e cipressi. Intorno all'eremo ci sono coltivazioni di viti, kiwi ed alcuni apicoltori vi hanno messo le loro api. Da lì parte una passeggiata panoramica (sentiero CAI 904) che giunge sino a Villa Ghigi.

## Storia

### Le origini: Etruschi e Romani
Il luogo fu frequentato, oltre che da Etruschi e Romani, sin dalla prima Età del Ferro di cui è testimonianza una spada di bronzo conservata al Museo civico medievale di Bologna. La spada venne trovata nel 1848 dal conte bolognese Giovanni Gozzadini. La presenza delle due civiltà è testimoniata dal ritrovamento di numerosi reperti etruschi, vasi a vernice nera, e romani, urne cinerarie e di olle vinarie.
Il toponimo Ronzano deriverebbe da Arruntiani fundus, fondo di proprietà della famiglia Arruntia.

### Il Medioevo
Nel 1140 una nobile bolognese, Cremonina Piatesi, si rifugiò a Ronzano con cinque compagne e vi fondò un romitorio e una cappella. Nel 1209 la pronipote Raimondina fondò la chiesa. Figura di rilievo è anche Diana d'Andalò de' Carbonesi, sorella di Loderingo d'Andalò de' Carbonesi. Le spoglie di Diana vennero rinvenute dal conte Gozzadini nel 1851.

### I frati Gaudenti

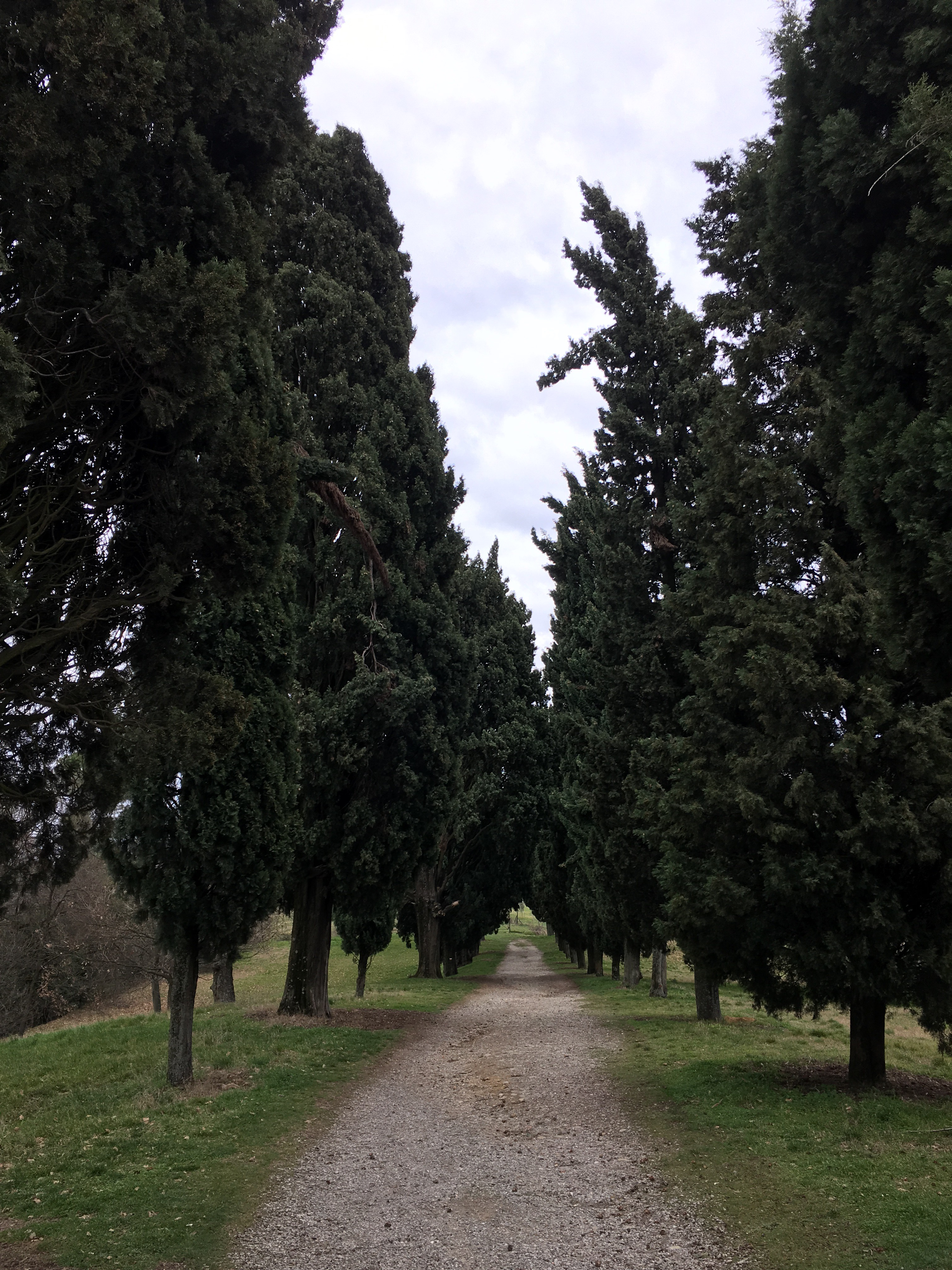
Il vialetto alberato che conduce all'eremo

Loderingo d'Andalò de' Carbonesi (ricordato da Dante nella Divina Commedia) fondò l'Ordine Cavalleresco dei frati Gaudenti insieme a cinque confratelli. Si tratta di un Ordine Cavalleresco composto da uomini, inviati a Firenze per riportarvi la pace dopo la Battaglia di Montaperti e pacificatori tra le famiglie bolognesi degli Asinelli e dei Scannabecchi. Oltre alla figura di Loderingo si ricorda quella di Catalano dei Malavolti, ricordato assieme al compagno nella Commedia. Nel 1475 in un periodo di crisi dei Gaudenti, l'ultimo priore Fra Ludovico Barbieri cedette Ronzano ai frati Domenicani.

### I Domenicani
I frati Domenicani abbatterono le due chiesette costruite in precedenza e nel 1480 cominciarono la costruzione del complesso attuale: la chiesa e l'annesso convento. Il progetto fu commissionato all'architetto Gaspare Nadi.
Nel 1633 venne costruito il Serbatorium nevis, il deposito della neve. Durante i periodi di peste del XVI e XVII secolo, Ronzano fu rifugio sicuro per i Domenicani. Essi resistettero anche a Papa Innocenzo X che il 15 ottobre 1652, con il testo Instaurandae regularis disciplinae, decretò la soppressione dei piccoli conventi. Nel 1798 però, col passaggio di Napoleone Bonaparte, il convento venne soppresso e ridotto a proprietà privata.

### Il periodo napoleonico e Giovanni Gozzadini
L'intero complesso venne venduto alla famiglia del marchese De Lucca, che trasformò gli edifici ad uso mondano, vendendo le colonne dell'antico chiostro e distruggendo affreschi aprendo finestre lungo le pareti. Gli edifici furono inoltre deturpati dei preziosi affreschi di scuola bolognese. Dal 1806 fino al 1848 Ronzano fu proprietà del rettore del Collegio di Spagna che non apportò rilevanti modifiche alla struttura. Fu invece il conte Giovanni Gozzadini, insieme alla moglie Maria Teresa Serego Alighieri, discendente di Dante, che restaurò Ronzano al fine di riportarlo alla sua forma originale e lo fece diventare centro della vita culturale e sociale di quel periodo: tra i frequentatori di Villa Gozzadini si ricordano Marco Minghetti e Giosuè Carducci. Poco dopo e fino al 1921 l'eremo passò ai conti Da Schio che mantennero la tradizione gozzadiniana e ospitarono tra gli altri Guglielmo Marconi.
Un cassone nuziale conservato al Museo Davia Bargellini proviene probabilmente da Villa Gozzadini.

### Attualità
L'Ordine dei Servi di Maria, proprietario dell'Eremo di Ronzano,  da decenni lo ha aperto per l'accoglienza a gruppi, associazioni che lavorano per la pace, parrocchie, scout e a chiunque desideri passare un momento di pausa e riflessione in un ambiente isolato, immerso nella natura e a 10 minuti dal centro di Bologna.
Gli interni della chiesa di San Vincenzo di Ronzano sono stati restaurati nel 2003-2004.

## Giosuè Carducci
Nella piazza esterna della chiesa, su una lapide, spiccano le parole di Giosuè Carducci:
“Il colle di Ronzano spiccandosi dai contrafforti dell'Appennino quasi a vedetta “del dolce piano che da Vercelli a Marcabò dichina”, pare designato dalla natura per osservatorio meteorologico agli intelletti curiosi di essa o per rifugio agli spiriti che nei silenzi d'un grande aspetto di terra e di cielo cercano l'ideale e trovano forse il riposo”.

## Archivio museo
L'eremo di Ronzano ospita l'archivio museo carducciano, dedicato ai documenti e ai cimeli di Titti Carducci, figlia di Giosuè.